# Sinal de Lhermitte
Sinal de Lhermitte ou sintoma de Lhermitte é a sensação de choques que percorrem a coluna cervical e dorsal, com irradiação para os membros inferiores e, raramente, para os membros superiores, quando o paciente realiza a flexão da coluna cervical.
O sinal é inespecífico, denotando apenas acometimento medular. É um sintoma clássico de Esclerose Múltipla, mas pode ser encontrado em diversas condições, como Mielite transversa, Doença de Behçet, mielopatia por radiação, deficiência de vitamina B12, espondilose cervical, má formação de Arnold-Chiari.
O sinal também pode ser encontrado em pacientes com abstinência de medicamentos psicotrópicos, como inibidores selectivos da recaptação da serotonina, principalmente Paroxetina and Venlafaxina. Normalmente, só ocorre após usar o remédio por um certo tempo e parar rapidamente. Fluoxetina, com a sua longa meia-vida, pode ser administrado como uma única dose, evitando o sinal de Lhermite assim como outros sintomas de abstinência.